# Chartreux (cheval)
Vous lisez un « bon article » labellisé en 2017.
Pour les articles homonymes, voir Chartreux (homonymie).
Le Chartreux (espagnol : Cartujano), parfois nommé Andalou-Cartujano, est une lignée prestigieuse du cheval de Pure race espagnole. Créé en 1476, son registre d'élevage est l'un des plus anciens du monde. Apparentée au Pure race espagnole (PRE) et au Lusitanien avec lesquels elle est souvent confondue, la lignée chartreuse descend d'un étalon gris du nom d'Esclavo, devenu la propriété des moines Chartreux d'Andalousie. Les moines font fructifier cet élevage, qui devient très célèbre dans toute l'Europe au XVIIIe siècle. Le cheval Chartreux se distingue morphologiquement du PRE par un modèle plus léger et un profil de tête plus droit, avec une présence possible de protubérances osseuses. De même, la robe du Chartreux est plus fréquemment grise, les Chartreux gris perçus comme blancs étant culturellement valorisés en Espagne.
Il fait un excellent cheval de dressage et se montre apte à l'attelage. Son élevage est surtout concentré dans son berceau, l'Andalousie, autour de Jerez de la Frontera, Badajoz et Cordoue.

## Dénomination
Le nom espagnol de cette lignée, Cartujano, se traduit en français par « Chartreux » ou « Cheval des Chartreux ». Ce cheval est généralement classé comme une lignée du Pure race espagnole (PRE), il ne s'agit donc pas d'une race séparée,.

## Histoire
Considéré comme la plus pure et la plus prestigieuse souche du PRE, le Chartreux possède l'un des registres généalogiques les plus anciens au monde,,,. C'est en effet la seule lignée équine dont des traces attestées remontent jusqu'au XVe siècle. Cette lignée est élevée puis préservée par des moines Chartreux au moins depuis 1476. Il existait une dimension spirituelle dans cet élevage, ainsi que l'indique un écrit relatif à la perception du visage de Dieu dans l’œil d'un cheval. Ces moines exercent une forte influence sur l'activité d'élevage équin dans leur région, leurs chevaux sont longtemps considérés comme les meilleurs de l'Europe chrétienne.
La « Yeguada de la Cartuja » (haras des Chartreux), près de Jerez, détient plus de 700 animaux en 1700. La lignée chartreuse est véritablement créée au début du XVIIIe siècle, lorsque deux frères espagnols, Andrés et Diego Zamora, ont acheté un étalon nommé El Soldado et lui ont présenté deux juments. Les juments descendaient de chevaux achetés par le roi d'Espagne et avaient été placées à Aranjuez, l'un des plus anciens haras d'Espagne. L'un des descendants d'El Soldado, un poulain gris foncé nommé Esclavo, est devenu le père fondateur de la lignée. Cet étalon gris pommelé est considéré comme le cheval parfait de l'époque. Il porte une abondante crinière et possède un excellent caractère. Il est également connu pour ses « verrues sous la queue » (en réalité, des mélanomes), qu'il aurait transmises à sa descendance, tant et si bien que les éleveurs ont longtemps considéré la présence de ces mélanomes comme la preuve qu'un animal est bien descendant d'Esclavo. Esclavo est vendu à Don Pedro Picado, au Portugal, mais un groupe de juments qu'il a engendrées est remis aux moines Chartreux pour régler une dette, vers 1736. D'autres animaux de ces lignées sont absorbés dans la principale race andalouse. Le stock donné aux moines est élevé comme une lignée spéciale, connue sous le nom de Zamorano. Au cours du siècle suivant, la lignée est gardée par les moines Chartreux, au point de défier les ordres royaux de croiser ces chevaux avec le Napolitain et les races d'Europe centrale. Les moines ont cependant introduit l'Arabe et le Barbe pour améliorer leur cheptel.
Un éleveur du nom de Romualdo Carrera fait naître des chevaux réputés avant les guerres napoléoniennes. Un émissaire du roi de Prusse offre 50 000 réals en 1803 pour l'achat d'un étalon né à Jerez. Le stock initial de chevaux Chartreux est considérablement appauvri au cours de la guerre d'indépendance espagnole : un seul poulain issu d'un étalon Chartreux est récupéré dans l'élevage de Carrera. La souche aurait disparu sans les efforts de la famille Zapata. De ce fait, le nom Zapata est parfois utilisé pour désigner les chevaux Chartreux. En 1835, l’élevage du couvent est dissous et sa gestion revient à l'État espagnol, ainsi qu'à quelques éleveurs sélectionnés. La dissolution de l'ordre religieux des Chartreux établi dans la chartreuse de Jerez entraîne la vente et la dispersion des chevaux chez plusieurs éleveurs privés de la région.
Dans les années 1980, les chevaux Chartreux sont particulièrement recherchés en Espagne. Les acheteurs paient des prix élevés pour obtenir des membres de la lignée. L'utilisation d'un cheval de la lignée par le négociant en vins Thomas Terry a popularisé le nom de « lignée Terry » pour désigner les chevaux Chartreux.

## Description

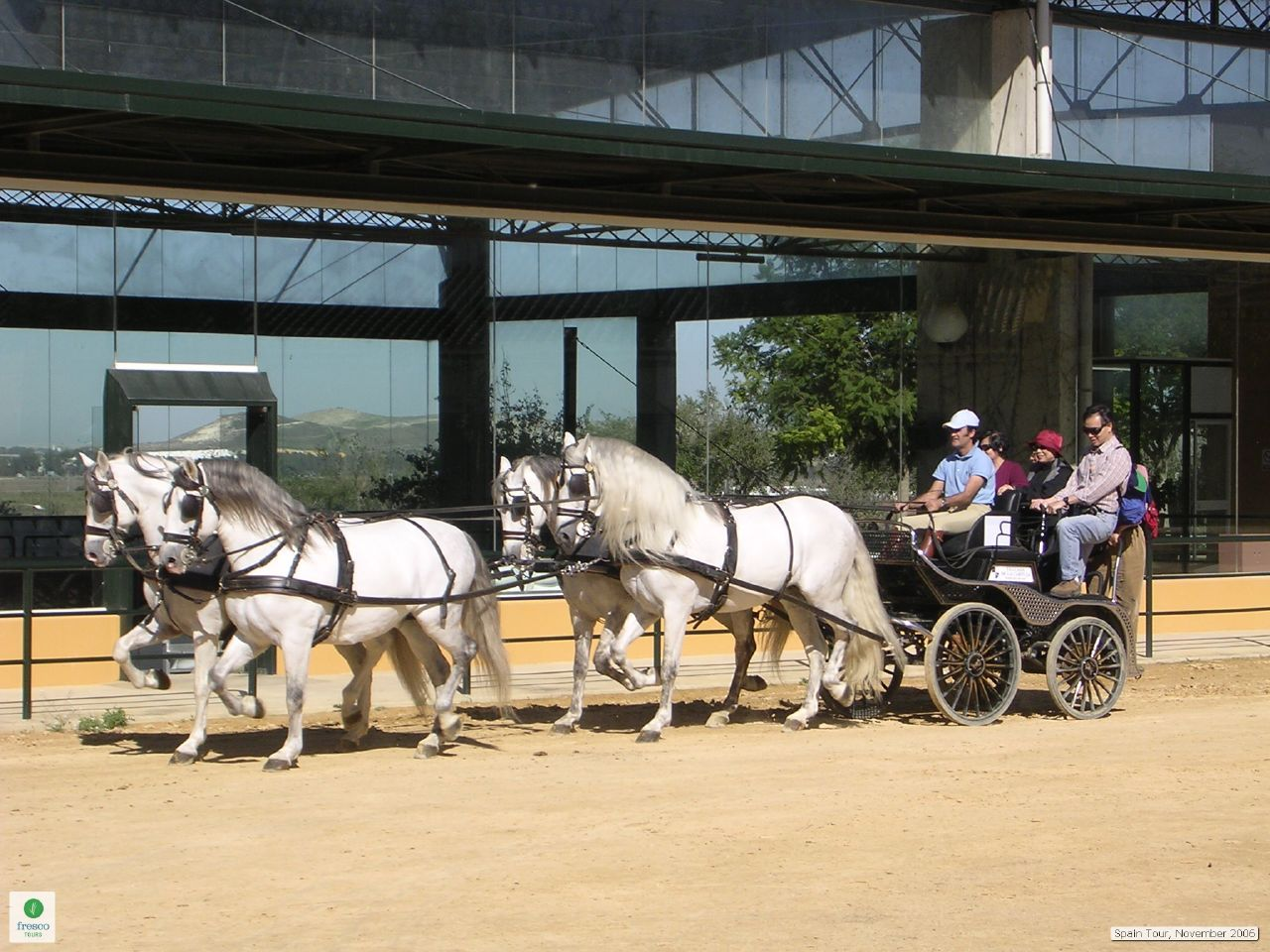
Attelage de Chartreux.

C'est un cheval de selle à la morphologie typique du cheval ibérique. Bien qu'il soit considéré comme une lignée du Pure race espagnole, de légères différences physiques entre les Chartreux et les autres PRE sont signalées dans les descriptions. D'après Maurizio Bongianni et l'étude de l'université d'Oklahoma (2007), il toise 1,54 m à 1,55 m en moyenne, soit 15,2 mains,. L'étude de CAB International (2016) relève une taille moyenne de 1,57 m. Alberto Soldi (2014) donne une fourchette de 1,50 m à 1,57 m. Le Chartreux présente un modèle plus léger et svelte que les autres PRE. Il est considéré comme élégant, fort et bien conformé.
Le Chartreux est réputé plus « oriental » ou concave dans sa forme de tête. Celle-ci, assez petite, légère et bien conformée, est généralement rectiligne ou légèrement convexe,,, considérée comme plus belle et plus noble que chez les autres PRE. Le front est large, les oreilles petites et les yeux sont grands et vifs,. Les PRE non-Chartreux tendent vers des profils plus convexes. Le bout de nez est gracieux, avec de petites lèvres minces. Il peut présenter une particularité rare, la présence de deux petites bosses sur le chanfrein,, nommées des « cornes », et décrites comme des protubérances osseuses. Il s'agit de dépôts de calcium situés sous les oreilles. Cette caractéristique est réputée être héritée d'ancêtres asiatiques. Elle ne constitue pas un critère de reconnaissance de la lignée.
L'encolure est gracieuse, musclée, légèrement arquée, bien proportionnée et solidement attachée à sa base. La poitrine est profonde (mais moins que chez les autres PRE), les épaules sont inclinées, le thorax est ample et profond. Le garrot est assez bas. Le dos est plutôt court et droit. La croupe est ronde ou inclinée, avec une queue attachée assez haut, portée relevée en mouvements. Les avant-bras sont bien marqués. Les jambes sont fortes, avec des articulations bien définies, terminées par d'assez petits pieds à la corne relativement solide.
Ce cheval athlétique est considéré comme très docile et tranquille,. Il est réputé pour la grâce de ses mouvements, la qualité de son pas et la cadence de son galop.
Les chevaux Chartreux sont depuis toujours marqués au fer rouge. La marque d'origine des moines Chartreux, représentant une cloche, est remplacée au XVIIIe siècle par une marque en forme de mors.
La durée de gestation des juments chartreuses a fait l'objet d'une étude : elle est de 339 jours en moyenne, pour une fourchette située entre 319 et 359 jours.

### Robe
Le Chartreux porte le plus souvent une robe grise sous toutes les nuances possibles, le gris étant très fréquent chez cette lignée,. Il semble que cette prédominance du gris résulte de l'utilisation de deux reproducteurs de cette robe durant la première moitié du XXe siècle. Il existe aussi des alezans, des noirs et des bais,. Les autres PRE présentent plus souvent des couleurs de robe comme le bai. Dans le cadre des évaluations de chevaux andalous par les juges de concours, la couleur de robe grise est souvent associée à de meilleures notations par ces mêmes juges. En effet, la majorité des chevaux élus champion d'Espagne sont des Chartreux gris (souvent perçus comme blancs).

### Génétique et hématologie
La plupart des Chartreux actuels sont des descendants d'Esclavo. Une étude génétique menée en 2006 n'a pas permis d'identifier de différences d'ordre génétique entre les Chartreux et les autres chevaux de Pure race espagnole. Elle préconise des croisements entre Chartreux et PRE non-Chartreux pour maintenir la diversité génétique de la lignée. Les Chartreux ont été privilégiés dans l'élevage du Pure race espagnole, menant à une grande proportion d'ascendance depuis un petit nombre de chevaux reproducteurs, ce qui a peut-être limité la diversité génétique du PRE. Une étude réalisée en 2005 a comparé la distance génétique entre les chevaux Chartreux et les autres PRE. Ils ont calculé un indice de fixation (Fer) basé sur des informations généalogiques. La distinction entre les deux n'est pas étayée par une preuve génétique.
44 juments chartreuses ont fait l'objet d'études d'hématologie, qui ont montré une variation importante de la composition du sang avec l'âge, en particulier après 13 ans. Un autre paramètre de variation importante de cette composition sanguine a été trouvé, il s'agit de la saison,.

## Utilisations

Chartreux monté au pas espagnol.

Cheval de selle et de traction légère, il a néanmoins été davantage été utilisé sous la selle, notamment par la noblesse et le haut clergé. Les utilisations comme cheval carrossier étaient réservées aux cérémonies exceptionnelles. Depuis, il est élevé pour sa « grâce », en particulier pour la pratique du dressage.
Le Chartreux a influencé la race du Paso Fino, présente en Amérique du Sud.

## Diffusion de l'élevage

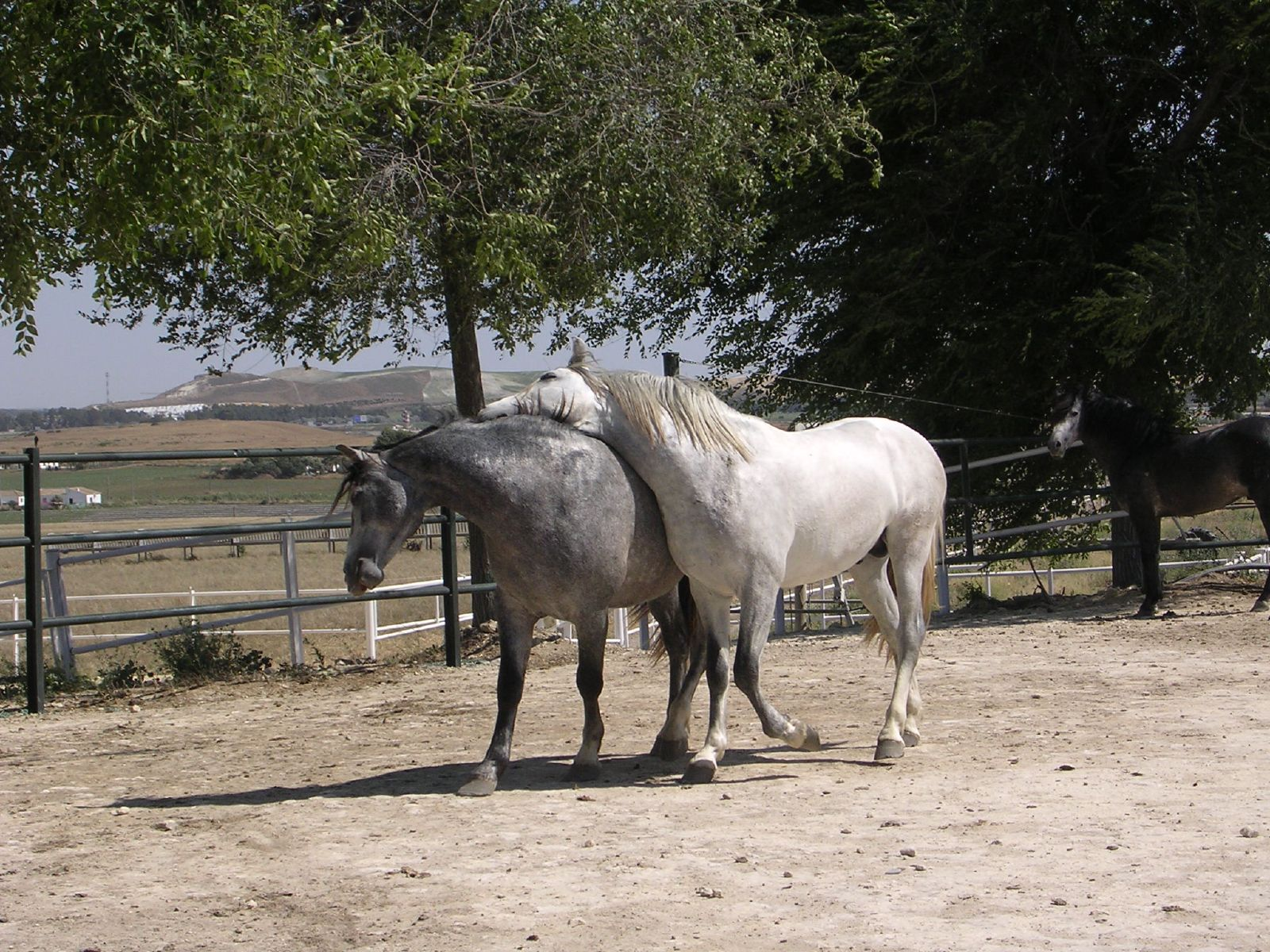
Poulains Chartreux dans un élevage d'Andalousie.

De nombreux élevages espagnols se prévalent de détenir un cheptel d'origine chartreuse. Le Chartreux pur est rare : environ 12 % des chevaux andalous enregistrés entre la fondation du stud-book, ou registre d'élevage (au XIXe siècle) et l'année 1998, sont des Chartreux. Ils ne représentent que 3,6 % de l'ensemble des reproducteurs, mais 14,2 % des étalons effectivement utilisés pour la reproduction. La souche chartreuse est élevée dans des haras d'État autour de Jerez de la Frontera (comme la yeguada del Hierro del Bocado) Badajoz et Cordoue,, et aussi par plusieurs familles privées. Depuis 1990, le Haras national de La Fuente del Suero, créé près de la chartreuse de Jerez de la Frontera, préserve la lignée. Les chevaux Chartreux se vendent généralement plus cher que les autres PRE, en effet, un Chartreux de robe grise est considéré comme ayant davantage de valeur qu'un cheval non-gris et/ou non-Chartreux.
Le Chartreux est, avec le Moyle et le « cheval-dragon » chinois, le seul cheval pouvant présenter des protubérances osseuses sur le chanfrein. Cela a conduit à supposer que les Moyle américains proviendraient de Chartreux.

## Dans la culture
Thomas Terry, membre du Marbella club, négociateur en vins et spiritueux, est également éleveur de chevaux Chartreux. En 1962, il sélectionne son plus bel étalon, Nico, pour représenter la marque Terry Centenario. Ce « cheval blanc magnifique » participe fortement à la promotion de la marque.